# Plagiogyria stenoptera
Plagiogyria stenoptera är en ormbunkeart som först beskrevs av Henry Fletcher Hance, och fick sitt nu gällande namn av Friedrich Ludwig Diels. Plagiogyria stenoptera ingår i släktet Plagiogyria och familjen Plagiogyriaceae. Inga underarter finns listade.